# 布萊恩·戴維斯 (1986年)
布萊恩·基思·戴維斯（1986年12月31日—）為美國男子籃球運動員，出生於德克萨斯州達拉斯，畢業於得克萨斯农工大学，2010年投入NBA選秀但落選，2010-11賽季效力於Czarni Słupsk，場均表現為8.5分、4.4籃板、1.3抄截，
2012年全国男子篮球联赛戴維斯身披河北清泉球衣。2012-13賽季戴維斯最初效力於首爾三星雷霆，在出賽10場中場均挹注10.9分、7.0籃板。2012年10月戴維斯加入釜山KT音速彈，出賽14場比賽，場均貢獻6.4分、3.4籃板。2013年4月戴維斯重返Czarni Słupsk，最終戴維斯替其出賽十場比賽。2013年全国男子篮球联赛戴維斯代表江西鑫业出賽，總計出賽9場，繳出場均26.7分、11.8籃板雙位數成績單。2013-14賽季戴維斯代表雷諾大角羊出賽，在52場比賽中攻下場均9.5分、6.2籃板表現。2014年5月威靈頓聖徒簽下戴維斯頂替Ernest Scott，戴維斯出賽八場比賽，場均貢獻9.8分、8.8籃板。2014年10月戴維斯重返韓國加盟首爾SK騎士，之後與慕哈瑞克簽約。
第12季SBL超級籃球聯賽效力金門酒廠。2015年1月31日，戴維斯先在灌籃大賽奪冠，之後又在明星賽上場29分鐘，全場38投23中，繳出50分、10籃板、3抄截、1助攻，率領球隊以119比117擊敗對手，拿下明星賽MVP。戴維斯代表金門酒廠出賽30場例行賽，場均上場36分鐘，可挹注28.5分、14.6籃板、2.5助攻、2.4抄截、1.2阻攻，摘下第12季SBL得分王與抄截王。2015年8月威靈頓聖徒代表紐西蘭參加威廉瓊斯盃籃球賽，戴維斯為球隊陣中外援。
2015年12月戴維斯由於馬庫斯·多希特受傷關係加盟達欣工程，最終場均表現為20.1分、11.8籃板、2.2助攻。2016年11月戴維斯加盟台灣啤酒頂替派翠克·歐布萊恩。2017年2月25日，戴維斯在例行賽最終戰中踩到地貼滑倒，導致左腳阿基里斯腱斷裂，該季戴維斯出賽了26場，場均攻下21分、13.4籃板、4.8助攻，拿下助攻王與抄截王。2018年9月觀護盃戴維斯到臺灣銀行進行測試，但因為腳傷關係未通過測試。2019年2月戴維斯加盟裕隆納智捷頂替埃里克·道森。2019年3月戴維斯在註冊大限之前被裕隆納智捷註銷，戴維斯總計出賽5場，場均表現為8.4分、6.4籃板。

## 外部連結
- 布萊恩·戴維斯在fiba.basketball（英语）
- 布萊恩·戴維斯在NBA G聯盟官網（英语）
- 布萊恩·戴維斯在韓國籃球聯賽官網（英语）
- 布萊恩·戴維斯在Basketball-Reference.com（NBA G聯盟）（英语）
- 布萊恩·戴維斯在Sports-Reference.com（NCAA）（英语）
- 布萊恩·戴維斯在Eurobasket.com（球員）（英语）
- 布萊恩·戴維斯在Proballers（英语）
- 布萊恩·戴維斯在RealGM（英语）